# Monika Wolting
Monika Małgorzata Wolting, z d. Dziuba (ur. 16 maja 1972 w Słupsku) – polska germanistka, specjalizująca się w historii literatury niemieckiej XX i XXI wieku i literaturoznawstwie, profesor tytularny z nadania Prezydenta RP z dnia 14.01.2021, profesor zwyczajny w Instytucie Filologii Germańskiej Uniwersytetu Wrocławskiego.

## Życiorys naukowy
Po maturze studiowała na Akademii Pomorskiej w Słupsku. Dyplom ukończenia studiów wraz z tytułem magistra filologii germańskiej otrzymała w roku 1997 w Instytucie Filologii Germańskiej Uniwersytetu Gdańskiego. Pracę magisterską pod tytułem: Utopie und Spiritualität im Werk von Hermann Hesse napisała pod kierunkiem prof. dra hab. Mariana Holony. Dyplom doktora nauk humanistycznych z zakresu literaturoznawstwa otrzymała w roku 2002 na Wydziale Neofilologii Uniwersytetu Warszawskiego. Rozprawa pt. Motyw studni w literaturze i kulturze niemieckiej, wydana w 2005 roku nakładem Oficyny Wydawniczej ATUT we Wrocławiu, napisana została pod kierunkiem prof. dra hab. Lecha Kolago. Habilitowała się w kwietniu 2010 na Wydziale Filologicznym Uniwersytetu Wrocławskiego, na podstawie rozprawy pt. Der Garten als Topos im Werk von Marie Luise Kaschnitz, Undine Gruenter und Sarah Kirsch, wydanej w Wydawnictwie Uniwersytetu Wrocławskiego w roku 2009. Od roku 2014 Monika Wolting sprawuje funkcję wiceprezydentki Towarzystwa Goethego Polska przy Instytucie Filologii Germańskiej Uniwersytetu Wrocławskiego. Od 2013 roku jest rzeczniczką Międzynarodowego Centrum im. Christy Wolf, zajmującego się badaniami nad najnowszą literaturą i kulturą polską i niemiecką.

## Aktywność naukowo-badawcza
Aktywność naukowo-badawcza oraz publikacyjna Moniki Wolting mieści się w obszarze literaturoznawstwa niemieckiego, w szczególności:
- zainteresowania historią motywów i toposów[11]
- literatura niemiecka po roku 1989 z uwzględnieniem badań kulturowych, teorii systemów i semiologii[3]
- związki tematyczne literatury polskiej i niemieckiej po roku 1989[3]
- popularyzacja literatury niemieckojęzycznej w Polsce[12][13]

## Współpraca
Monika Wolting współpracuje z instytucjami kulturalnymi i oświatowymi, m.in. Goethe-Institut w Krakowie, S. Fischer Stiftung, Österreichisches Kulturforum, Domem Edyty Stein we Wrocławiu, Niemieckim Forum Kultury Europy Środkowej i Wschodniej, Fundacją Openheim, organizując spotkania autorskie i publiczne rozmowy z pisarzami, m.in. z Sabriną Janesch, Olgą Grjasnową, Jackiem Dehnelem, Mikołajem Łozińskim, Silke Scheuermann, Markusem Stromiedlem, Hansem Bollingerem, Tilmannem Rammstedtem, Florianem Wernerem, Marko Martinem, Norbertem Scheuerem Josefem Haslingerem, Arturem Beckerem i Matthiasem Nawratem. W roku 2018 odbyła profesurę gościnną na Uniwersytecie w Dschang (Kamerun).
Od roku 2015 jest koordynatorką Partnerstwa Instytutowego, w którym uczestniczy Instytut Filologii Germańskiej Uniwersytetu Wrocławskiego i Institut für Germanistik Uniwersytetu w Gießen, partnerzy realizują projekt pt. Irytacje w systemie literatury i mediów.

## Nagrody
- 2002 Nagroda Rektora Uniwersytetu Warszawskiego
- 2010, 2016, 2022, 2021, 2022 Nagroda Rektora Uniwersytetu Wrocławskiego
- 2015 Nagroda Dyrektora Instytutu Filologii Germańskiej Uniwersytetu Wrocławskiego
- 2020 Wyróżnienie „Zasłużeni dla Pojednania” przyznane przez Ambasadę RFN[29]

## Publikacje
Dorobek naukowo-badawczy autorki obejmuje trzy monografie, dziesięć tomów zbiorowych, 112 publikacji (z tego 81 przyczynków naukowych, 27 recenzji i omówień oraz 4 tłumaczenia tekstów naukowych). Poniżej zostaną podane tylko wybrane pozycje.

### Monografie[31]
- Konflikte. Literarische Auseinandersetzungen mit Gegenwart und Zukunft. BRILL, Göttingen 2022. ISBN 978-3-8471-1513-7.
- Der neue Kriegsroman. Repräsentationen des Afghanistankrieges in der deutschen Gegenwartsliteratur. Winter, Heidelberg 2019, s. 345[32]. Z wywiadami z Dorotheą Dieckmann, Norbertem Scheuerem i Jochenem Rauschen.
- Der Garten als Topos im Werk von Marie Luise Kaschnitz, Undine Gruenter und Sarah Kirsch. Wydawnictwo Uniwersytetu Wrocławskiego, Wrocław 2009, s. 239.
- Dies ist Pommern. Literatur und Kunst zwischen Oder- und Weichselmündung. Neisse Verlag. (współautor: Stephan Wolting), Dresden 2009, s. 260.
- Das Brunnenmotiv in der deutschsprachigen Literatur. Motyw studni w literaturze niemieckiej. W: Studium kulturoznawcze. Wrocław 2005, s. 245.

### Tomy zbiorowe i pokonferencyjne[31]
- (Post)migracja – Tożsamość – Transkultura. Pisarki i pisarze polskiego pochodzenia w Niemczech i w Austrii. TRANSFER. RECEPTION STUDIES 4/2020.[33]
- Zaangażowanie. Reprezentacje polityczności w literaturze niemieckiego obszaru kulturowego. Red. Monika Wolting i Ewa Jarosz-Sienkiewicz. Universitas: Kraków 2019.
- Klassik als kulturelle Praxis. Funktional, intermedial, transkulturell. Red. Wojcik, Paula/Matuschek, Stefan/Picard, Sophie/Wolting, Monika. Seria spectrum Literaturwissenschaft, spectrum Literature 62. De Gruyter: Berlin 2019.
- Identitätskonstruktionen in der deutschen Gegenwartsliteratur. Red. Monika Wolting, V&R unipress, Göttingen 2017[34].
- Autorzy w Pop Up Pawilonie Instytutu Goethego. Red. Monika Wolting, Dorota Zimecka, Wrocław 2016.
- Zrozumieć obcość. Recepcja literatury niemieckojęzycznej w Polsce po 1989 roku. Red. Monika Wolting, Stephan Wolting, Kraków: Universitas 2016[35].
- Deutschland- und Polenbilder in der Literatur nach 1989. Red. Monika Wolting, Carsten Gansel. Göttingen: Vandenhoeck-Ruprecht 2015[36].
- Zwischen Erinnerung und Fremdheit. Entwicklungen in der deutschen und polnischen Literatur nach 1989. Red. Monika Wolting, Carsten Gansel, Markus Joch. Göttingen: Vandenhoeck-Ruprecht 2015[37].
- Erzählen zwischen geschichtlicher Spurensuche und Zeitgenossenschaft. Red. Monika Wolting, Edward Białek. Neisse-Verlag, Dresden 2015.
- Opcja niemiecka. Red. Monika Wolting, Wojciech Browarny, Markus Joch. Kraków: Universitas 2014[38].
- Die Mühen der Ebenen. Aufsätze zur deutschen Literatur nach 1989. Red. Monika Wolting. Wydawnictwo WSPiA: Poznan 2013, s. 461.
- Kontinuitäten – Brüche – Kontroverse. Deutsche Literatur nach dem Mauerfall. Red. Monika Wolting, Edward Białek. Neisse-Verlag: Dresden 2012 s. 470.

### Wybrane publikacje w czasopismach i monografiach
- Der Heimkehrerroman der Gegenwart. Oxford German Studies 49/3/2020, S. 305–327. DOI 10.1080/00787191.2020. 1809151. https://www.tandfonline.com/doi/pdf/10.1080/00787191.2020.1809151?needAccess=true
- Das Politische der Migrationsliteratur Beispiel von Olga Grjasnowas Roman „Der Russe ist einer, der Birken liebt”. W: Migration und Gegenwartsliteratur. Der Beitrag von Autorinnen und Autoren osteuropäischer Herkunft zur literarischen Kultur im deutschsprachigen Raum. Hg. Matthias Aumüller i Weertje Willms. Wilhelm Fink: München 2020; S. 91–108.
- Krieg in Afghanistan – Trauma-Erfahrung und ihre Künstlerische Darstellung in Jochen Rauschs „Krieg” (2013). W: Carsten Gansel (Red.): Traumaerfahrungen und Störungen des „Selbst”. Mediale und literarische Konfigurationen Lebensweltlicher Krisen. Berlin/Boston: De Gruyter 2020, s. 385–402.
- „In Mutter Makryna sehe ich das Symbol für Polen” – Zur Abrechnung mit einem romantischen Mythos in „Mutter Makryna” (2014) von Jacek Dehnel. W: Neues historisches Erzählen. Red. Monika Wolting. Vandenhoeck & Ruprecht Verlage: Göttingen 2019, s. 263–275.
- Trzy wieki niemieckojęzycznej literatury zaangażowanej. W: Zaangażowanie. Reprezentacje polityczności w literaturze niemieckiego obszaru kulturowego. Red. Monika Wolting i Ewa Jarosz-Sienkiewicz. Universitas: Kraków 2019, s. 7–32.
- Literatura to kreowanie sensów politycznych. Powieściopisarstwo Josefa Haslingera. W: Zaangażowanie. Reprezentacje polityczności w literaturze niemieckiego obszaru kulturowego. Red. Monika Wolting i Ewa Jarosz-Sienkiewicz. Universitas: Kraków 2019, s. 317–329.
- Prolegomena do badań nad literaturą migracyjną. Transfer. Reception Studies 4/2019, s. 19–35.[39]
- Auf verlorenem Posten”. Zur Lage der Bundeswehrsoldaten im Afghanistankrieg. In: Fakten und Vorbehalte, Hg. Bjoern Hayer, Gabriela Scherer u. a. KOLA, Wissenschaftlicher Verlag Trier. Trier 2018, S. 161–173.
- Bilder vom Breslauer Bahnhof in der deutschen Gegenwartsliteratur. In: Verbindungen. Hg. Torsten Erdbrügger/Inga Probst. Frank & Timme Berlin 2018, S. 351–366.
- Erzählen über Gewalt. Friedrich Anis „Unterirdische Sonne” (2014). Studien zur Deutschkunde LVII, 2016. S. 294–304.
- „Literatura służy tworzeniu i czytaniu książek”. Z Jackiem Dehnelem rozmawia Monika Wolting. W: Orbis Linguarum 46/ 2017, s. 481–490.
- Kategoria ruchu w przestrzeni – „Zorndorf” Theodora Fontane. W: Theodor Fontane w świetle faktów i interpretacji. Red. Jan Pacholski. Wrocław 2017.
- „Und tief unten im Wasser, im Schlamm und Schlick sind die Gegenstände der erzählten Geschichten verborgen”. Norbert Scheuer im Interview über seinen neuen Roman „Am Grund des Universums”. Literaturkritik.de 09/2017.
- Das Versprechen des guten Lebens und die Angst vor Versagen – Folgen der Modernisierungsprozesse im Roman von Daniel Kehlmann »F«. W: Identitätskonstruktionen in der deutschen Gegenwartsliteratur. Red. Monika Wolting, Vandenhoeck & Ruprecht: Göttingen 2017, s. 49–64.
- Markus Stromiedel im Gespräch. Identitäten in distopischen Welten. W: Identitätskonstruktionen in der deutschen Gegenwartsliteratur. Red. Monika Wolting, Vandenhoeck & Ruprecht: Göttingen 2017, s. 345–354.
- „Identität kann nur als ein Problem existieren” – Zu Identitätskonstruktionen in der Gegenwartsliteratur. Einleitung. W: Identitätskonstruktionen in der deutschen Gegenwartsliteratur Red. Monika Wolting, Vandenhoeck & Ruprecht: Göttingen 2017, s. 9–20.
- Zaangażowana literatura młodzieżowa na przykładzie opowieści Peer Martina „Lato pod czarnymi skrzydłami” (2015). W: Oswoić rzeczywistość. Wokół niemieckojęzycznej literatury dla dzieci i młodzieży II, pod red. Eweliny Kamińskiej-Ossowskiej i Ewy Hendryk, volumina: Szczecin 2017.
- Flüchtlingsschicksal im Jugendroman „Hesmats Flucht” (2008) von Wolfgang Böhmer. Ein Fallbeispiel für Realistisches Schreiben über Afghanistan in der deutschsprachigen KJL. W: Germanica Wratislaviensia 142/2017, S. 89-104.
- Das Ringen um Individualität in einer vom Kollektiv bestimmten Zeit. Hermann Hesses „Das Glasperlenspiel”. W: Studia Neofilologiczne XIII/2017, s. 6–21.
- Literatur als Spielwiese. Ein Gespräch mit dem Autor Tilman Rammstedt über den Ernst komischer Literatur. W: Literaturkritik.de 11/2016.
- „Alles ringsum war so leer und so fremd...” Annäherung an das Schicksal Vertriebener aus dem polnischen Osten – Zu Sabrina Janeschs Katzenberge und Olga Tokarczuks Taghaus Nachthaus. Dialog kultur. W: Studia nad literaturą, kulturą i historią. Red. Anna Warakomska i. in. Księga pamiątkowa dla prof. dr hab. Tomasza Pszczółkowskiego, Uniwersytet Warszawski, Warszawa 2016, s. 587–604.
- „Wszystko, co przemija, jest tylko alegorią.” Pół wieku recepcji twórczości Christy Wolf w Polsce. W: Zrozumieć obcość. Recepcja niemieckojęzycznej literatury w Polsce po 1989 roku. Red. Monika Wolting/ Stephan Wolting. Universitas: Kraków 2016.
- „das, was wir beschreiben, ist immer noch weniger schlimm als oft die Realität” – der aufstörende Charakter von Sebastian Fitzeks und Michael Tsokos Roman „Abgschnitten”. W: Germanica 58/2016, Université de Lille 3, s. 211–215.
- Zweite Schöpfung durch Kunst. Ein Gespräch mit der Autorin Silke Scheuermann über Idealismus, Utopie und die großen Fragen des Lebens. W: Literaturkritik.de 08/2016.
- „Der arge Weg der Erkenntnis”. Ostdeutsche Intellektuelle und der Verlust der Utopie. W: Vom kritischen Denker zur Medienprominenz. Zur Rolle von Intellektuellen in Literatur und Gesellschaft vor und nach 1989. Red. Carsten Gansel und Werner Nell. Transcript: Bielefeld 2016, s. 179–202.
- Opowieść o przemocy. „Podziemne słońce” (2014) Friedricha Ani. W: Studia Niemcoznawcze LVII, 2016, s. 294–304.
- Auswege aus der Eigenverantwortlichkeit? Religion, Esoterik und Parapsychologie in Daniel Kehlmanns „F”. W: Religion und Literatur im 20. und 21. Jahrhundert. Hrsg. v. Tim Lörke/ Robert Walter-Jochum. Göttingen: Vandenhoeck & Ruprecht 2015, s. 203–226.
- Eine Gegend wird durch Geschichtenerzählen erschlossen. Zu Olga Tokarczuks „Taghaus Nachthaus”. W: Deutschland- und Polenbilder in der Literatur nach 1989. Red. Carsten Gansel/ Monika Wolting. Göttingen: Vandenhoeck & Ruprecht 2015, s. 149–162
- „Zukunft? Das ist das gründlich Andere” – Zu Aspekten der Rezeptionsgeschichte von Christa Wolf in Polen. W: Zwischen Moskauer Novelle und Stadt der Engel. Neue Perspektiven auf das Lebenswerk von Christa Wolf. Red. Therese Hörnigk und Carsten Gansel, Berlin: VBB 2015, s. 151–170.
- Die „Verwicklung” der Intellektuellen in den Komunismus. W: Zwischen Erinnerung und Fremdheit. Entwicklungen in der deutschen und polnsichen Literatur nach 1989. Red. Carsten Gansel, Markus Joch, Monika Wolting. Göttingen: Vandenhoeck & Ruprecht 2015, s. 343–364.
- Zwischen Erinnerung und Fremdheit – Zur Einführung. Zusammen mit: Carsten Gansel, Markus Joch. W: Zwischen Erinnerung und Fremdheit. Entwicklungen in der deutschen und polnsichen Literatur nach 1989. Red. Carsten Gansel, Markus Joch, Monika Wolting. Vandenhoeck & Ruprecht, Göttingen 2015, s. 11–28.
- Felicitas Hoppes Roman „Johanna” als Beitrag zur Diskussion über das kulturelle Gedächtnis. W: Erzählen zwischen geschichtlicher Spurensuche und Zeitgenossenschaft. Red. Monika Wolting/Edward Białek. Neisse-Verlag, Dresden 2015. s. 13–28.
- Unreliable narrator – programmatische Denkfigur in Felicitas Hoppes Roman „Johanna” (2006). W: La prose allemande contemporaine. Voix et voies de la génération postmoderne. Germanica 55/2014, Université de Lille 3, s. 13–28.
- Rozliczenie z przeszłością jako aspekt nowych niemieckich poszukiwań tożsamości. W: Opcja niemiecka. O problemach z tożsamością i historią w literaturze polskiej i niemieckiej po 1989 roku. Red. Monika Wolting/Wojciech Browarny. Universitas, Krakow 2014.
- Undine – postać literacka, która stała się mitem. W: U źródeł fantasy. Postaci i motywy z literatury niemieckiej w relacjach interkulturowych II. Red. Ewelina Kamińska/Ewa Hendryk. Szczecin 2014, S. 139–155.
- Co widać i czego nie widać. O naturze w wierszach Sarah Kirsch, tł: Andrzej Kopacki. W: Literatura na Świecie 01-02/2014 (510-511), s. 180–192.
- Fiat iustitia, pereat mundus. Literacka refleksja nad zasadnością prawa federalnego w pryzmacie twórczości Bernharda Schlinka. W: Studia Neofilologiczne X, Red. Grzegorz Gwóźdź und Przemysław Sznurkowski. Częstochowa 2014, s. 25–34.
- Die Position deutscher Inletektuellen im 1989. W: Studia Niemcoznawcze LIII 2014, s. 67–84.
- Beraubung der Identität? Maßnahmen gegen die Arbeitslosigkeit im Roman von Joachim Zelter „Schule der Arbeitslosen” (2006). W: Omnia vinci labor? Narrative der Arbeit – Arbeitskulturen in medialer Reflexion. Berlin: Frank & Timme 2013, s. 185–194.
- „Deutsche Identitätssuche” im Spiegel der Debatten intellektueller Kreise in der Wendezeit. W: Die Mühen der Ebenen. Aufsätze zur deutschen Literatur nach 1989. Red. Monika Wolting, Poznan: WSPiA 2013, s. 241–267.
- Aufarbeitung der Vergangenheit als Aspekt der neuen deutsch-deutschen Identitätsfindung. W: Raum und Medialität. Red. W. Kunicki, J. Szafarz, I. Swiatłowska-Prędota. Dresden: Neisse Verlag 2013, s. 271–283.
- Debata o połączeniu trzech niemieckich PEN-Clubów 1989–1998. W: Studia Neofilologiczne IX, Red. Grzegorz Gwóźdź und Przemysław Sznurkowski. Częstochowa 2014, s. 5–22.
- Polska recepcja dzieł najnowszej literatury niemieckojęzycznej wyróżnionych nagrodą Deutscher Buchpreis. W: Teatr – Literatura – Media. O polsko-niemieckich oddziaływaniach w sferze kultury po 1989 roku. Red. Małgorzata Leyko, Artur Pełka. Łódź: Primum Verbum 2013., s. 197–207.
- Die reformierte Kunst. Spuren der Lebensreformbewegung in der deutschen Kunst am Anfang des 20. Jahrhunderts. W: Literatura-Kultura-Język. Warszawa 2012.
- Das Profil des Intellektuellen in der Bundesrepublik und der DDR. W: Germanica Wratislaviensia 2012, s. 25–40.
- Der Diskurs der Kulturnation als identitätsstiftender Beitrag der Vereinigungsprozesse seitens der Intellektuellen. Kontinuitäten Brüche Kontroversen. Deutsche Literatur nach der Wende. Red. Monika Wolting, Edward Białek. Wrocław. Dresden 2012. s. 151–163.
- Retoryka literacka versus semantyka terroru. Instytucje zrzeszające niemieckich literatów w latach 1933–1945. W: Studia nad Autorytaryzmem i Totalitaryzmem. Red. Marek Maciejewski, Tomasz Scheffler. Wrocław 2012, s. 105–118.
- Reformpädagogik als eine Antwort auf die Modernisierungsprozesse am Anfang des 20. Jahrhunderts. W: Glottodidactica, 37 2011, s. 19–36.
- Hellerau – a road to the future or a model of urban planning from the beginning of the 20th century?. W: Architectus, Wrocław 1/2011, s. 61–68.
- Julia Franck „Die Mittagsfrau”. Dunkler Roman über das Schicksal einer Frau im 20. Jahrhundert. W: Arcydzieła literatury niemieckiej. Wrocław 2011, t. 1, S. 327–332.
- Wege des Gartengedichts und der Naturlyrik im 20. Jahrhundert. W: Germanica Wratislaviensia 133, 2011, s. 51–65.